# Gasterochisma melampus
El atún chauchera (Gasterochisma melampus) es una especie de pez perciforme de la familia Scombridae.

## Descripción
Los machos pueden llegar alcanzar los 164 cm de longitud total.